# Still Climbing
Still Climbing es el cuarto y último álbum de la banda estadounidense de hard rock Cinderella, publicado en 1994. Musicalmente, siguió los pasos del álbum anterior, Heartbreak Station, con un estilo similar al de bandas como The Rolling Stones, Aerosmith, Guns N' Roses y Humble Pie. Lamentablemente, canales como MTV, que eran importantes para promocionar nuevos lanzamientos, estaban más enfocados en la música grunge, por lo que el impacto del disco no fue el deseado. Los sencillos del disco fueron "Bad Attitude Shuffle", "Hard To Find Words" y "Hot And Bothered".

## Lista de canciones
1. "Bad Attitude Shuffle" - 5:31
2. "All Comes Down" - 5:04
3. "Talk Is Cheap" - 4:00
4. "Hard to Find the Words" - 5:45
5. "Blood from a Stone" - 4:52
6. "Still Climbing" - 5:22
7. "Freewheelin" - 3:06
8. "Through the Rain" - 5:07
9. "Easy Come Easy Go" - 4:33
10. "The Road's Still Long" - 6:05
11. "Hot & Bothered" - 3:57
12. "Move Over" - 3:25 (canción extra en algunas versiones)

## Personal
- Tom Keifer - Voz, guitarra, piano
- Eric Brittingham - Bajo
- Jeff LaBar - Guitarra
- Kenny Aronoff - Batería
- Fred Coury - Batería en "Hot and Bothered"